# Gonomyia (Leiponeura) orthomeroides
Gonomyia (Leiponeura) orthomeroides is een tweevleugelige uit de familie steltmuggen (Limoniidae). De soort komt voor in het Neotropisch gebied.